# Moscháto-Távros
Moscháto-Távros (en grec : Μοσχάτο-Ταύρος), est un dème situé juste au sud d'Athènes dans la périphérie de l'Attique en Grèce. Le dème est issue de la fusion, en 2011, des dèmes de Távros et de Moscháto.